# Hindoegierzwaluw
De hindoegierzwaluw (Zoonavena sylvatica) is een vogel uit de familie Apodidae (gierzwaluwen).

## Verspreiding en leefgebied
Deze soort komt voor in Nepal en India.